# Mistrzostwa NCAA Division I w Zapasach w 1957
Mistrzostwa NCAA Division I w zapasach rozgrywane były w Pittsburghu w marcu 1957 roku. Zawody odbyły się w Fitzgerald Field House, na terenie Uniwersytetu Pittsburskiego.
- Outstanding Wrestler – Danny Hodge

## Wyniki

### Drużynowo
| Kolejność | Szkoła                    | Zespół   |
| --------- | ------------------------- | -------- |
| 1.        | University of Oklahoma    | Sooners  |
| 2.        | University of Pittsburgh  | Panthers |
| 3.        | Iowa State University     | Cyclones |
| 4.        | Oklahoma State University | Cowboys  |

### All American

#### 115 lb
| Lp. | Zawodnik       | Szkoła         |
| --- | -------------- | -------------- |
| 1.  | Dick Delgado   | Oklahoma       |
| 2.  | Bill Hulings   | Pittsburgh     |
| 3.  | Dick Gillinham | Oklahoma State |
| 4.  | Dave Moore     | Illinois       |

#### 123 lb
| Lp. | Zawodnik        | Szkoła         |
| --- | --------------- | -------------- |
| 1.  | Ed Peery        | Pittsburgh     |
| 2.  | Harmon Leslie   | Oklahoma State |
| 3.  | Dick Mueller    | Minnesota      |
| 4.  | Leonard Shelton | Oklahoma       |

#### 130 lb
| Lp. | Zawodnik      | Szkoła     |
| --- | ------------- | ---------- |
| 1.  | John Johnston | Penn State |
| 2.  | Max Pearson   | Michigan   |
| 3.  | Dean Corner   | Iowa State |
| 4.  | Vic DeFelice  | Pittsburgh |

#### 137 lb
| Lp. | Zawodnik    | Szkoła     |
| --- | ----------- | ---------- |
| 1.  | Joe Gratto  | Lehigh     |
| 2.  | John Pepe   | Penn State |
| 3.  | Ralph Rieks | Iowa State |
| 4.  | Paul Aubrey | Oklahoma   |

#### 147 lb
| Lp. | Zawodnik      | Szkoła          |
| --- | ------------- | --------------- |
| 1.  | Simon Roberts | Iowa            |
| 2.  | Ron Gray      | Iowa State      |
| 3.  | Werner Holzer | Illinois        |
| 4.  | Jack Anderson | Minnesota State |

#### 157 lb
| Lp. | Zawodnik         | Szkoła         |
| --- | ---------------- | -------------- |
| 1.  | Douglas Blubaugh | Oklahoma State |
| 2.  | Mike Rodriguez   | Michigan       |
| 3.  | Dale Ketelsen    | Iowa State     |
| 4.  | Bob Koster       | Williams       |

#### 167 lb
| Lp. | Zawodnik        | Szkoła          |
| --- | --------------- | --------------- |
| 1.  | Tom Alberts     | Pittsburgh      |
| 2.  | Ralph Schneider | Waynesburg      |
| 3.  | Rex Edgar       | Oklahoma        |
| 4.  | Roy Minter      | Minnesota State |

#### 177 lb
| Lp. | Zawodnik     | Szkoła              |
| --- | ------------ | ------------------- |
| 1.  | Danny Hodge  | Oklahoma            |
| 2.  | Ron Flemming | Franklin & Marshall |
| 3.  | Gene Frank   | Iowa State          |
| 4.  | John Dustin  | Oregon State        |

#### 191 lb
| Lp. | Zawodnik          | Szkoła     |
| --- | ----------------- | ---------- |
| 1.  | Ron Schirff       | Pittsburgh |
| 2.  | Tony Stremic      | Navy       |
| 3.  | Bernard Sullivan  | Oklahoma   |
| 4.  | Jack Himmelwright | Colorado   |

#### Open
| Lp. | Zawodnik       | Szkoła   |
| --- | -------------- | -------- |
| 1.  | Bob Norman     | Illinois |
| 2.  | Henry Jordan   | Virginia |
| 3.  | Gordon Roesler | Oklahoma |
| 4.  | Mike Sandusky  | Maryland |